# Dendronephthya andersoni
Dendronephthya andersoni is een zachte koraalsoort uit de familie Nephtheidae. De koraalsoort komt uit het geslacht Dendronephthya. Dendronephthya andersoni werd in 1909 voor het eerst wetenschappelijk beschreven door Henderson. 